# Bestuurlijke indeling van Groenland

De gemeenten van Groenland en het Nationaal Park Noord-Oost Groenland

Groenland bestaat uit de vijf gemeenten: Avannaata, Kujalleq, Qeqertalik, Qeqqata en Sermersooq, en het Nationaal park Noordoost-Groenland. In 2009 werden vier gemeenten gevormd uit de voormalige vier provincies en 18 gemeenten, plus enkele niet ingedeelde gebieden. In 2018 werd de toenmalige gemeente Qaasuitsup gesplitst in Avannaata en Qeqertalik. 

## Gemeenten
| Naam       | Hoofdplaats | Inwoners | Oppervlakte (km2) |
| ---------- | ----------- | -------- | ----------------- |
| Avannaata  | Ilulissat   | 10.647   | 522.700           |
| Kujalleq   | Qaqortoq    | 6.692    | 32.000            |
| Qeqertalik | Aasiaat     | 6.500    | 62.400            |
| Qeqqata    | Sisimiut    | 9.239    | 115.500           |
| Sermersooq | Nuuk        | 22.673   | 531.900           |